# Mazarredia singlaensis
Mazarredia singlaensis är en insektsart som beskrevs av Hancock, J.L. 1915. Mazarredia singlaensis ingår i släktet Mazarredia och familjen torngräshoppor. Inga underarter finns listade i Catalogue of Life.